# Jonathan Whitesell
Pour les articles homonymes, voir Whitesell.
Jonathan Whitesell, né le 28 août 1991 à Vancouver, est un acteur canadien. 
Il est notamment connu pour son rôle de Luke Matthews dans la série Beyond de Freeform et pour les rôles secondaires dans les séries télévisées à succès Les 100, Riverdale et Les Nouvelles Aventures de Sabrina.

## Biographie

### Carrière
En 2016, il a rejoint le casting récurrent de la série Les 100 au cours de la saison 3 dans le rôle de Bryan.
Il a joué Luke Matthews aux côtés de Burkely Duffield, Dilan Gwyn (en), Eden Brolin (en) et Jeff Pierre dans la série Beyond créée par Adam Nussdorf et diffusée entre le 2 janvier 2017 et le 22 mars 2018 sur Freeform,.
En 2019, il intègre la saison 3 de la série Riverdale dans le rôle de Kurtz, développée par Roberto Aguirre-Sacasa et diffusée sur le réseau The CW. 
En 2020, il a rejoint le casting récurrent de la série Les Nouvelles Aventures de Sabrina au cours de la saison 2 dans le rôle de Robin Goodfellow,.

## Filmographie

### Cinéma
- 2015 : The Unspoken de Sheldon Wilson : Logan
- 2016 : A.R.C.H.I.E. de Robin Dunne : Aaron
- 2017 : Never Steady, Never Still (en) de Kathleen Hepburn (en) : Danny
- 2018 : Aucun homme ni dieu de Jeremy Saulnier : Arnie
- 2018 : Sale temps à l'hôtel El Royale de Drew Goddard : Chris 'Flicker' Grimes
- 2019 : The Kill Team (en) de Dan Krauss (en) : Coombs

### Télévision

#### Séries télévisées
- 2015 : Proof : Charlie Maynard (1 épisode)
- 2015 : Ties That Bind : Michael Gibbons (1 épisode)
- 2015 : iZombie : Chad Wolcoff (1 épisode)
- 2016 : X-Files : Aux frontières du réel : Janitor (saison 10, épisode 2)
- 2016 : Once Upon a Time : Hercules (saison 5, épisode 13)[5]
- 2016 : Les 100 : Bryan (rôle récurrent, saison 3 - 10 épisodes)
- 2017-2018 : Beyond : Luke Matthews (rôle principal - 20 épisodes)
- 2019 : Riverdale : Kurtz (rôle récurrent, saison 3 - 5 épisodes)
- 2019 : The Twilight Zone : La Quatrième Dimension : Casey Donlin (saison 1, épisode 6)
- 2020 : Les Nouvelles Aventures de Sabrina : Robin Goodfellow (rôle récurrent, saison 3 - 7 épisodes)
- 2025 : Tracker : Paul James « PJ » Hamilton (saison 2, épisode 12)

#### Téléfilms
- 2015 : The Hollow de Sheldon Wilson : Alex

## Doublage
- Nathanel Alimi dans Ties That Bind
- Benjamin Bollen dans X-Files : Aux frontières du réel
- Benjamin Gasquet dans Aucun homme ni dieu
- François Santucci dans Les 100
- Jim Redler dans 
  - Riverdale[6]
  - Les Nouvelles Aventures de Sabrina